# Risen
Risen est une série de jeux vidéo de rôle développés par Piranha Bytes pour PC et portés par Wizarbox sur console de jeu Xbox 360 et PlayStation 3.
La série se rapproche des trois premiers opus de la série Gothic, également développés par Piranha Bytes.

## Liste des jeux de la série
Les jeux de la série Risen sont :
- 2009 : Risen
- 2012 : Risen 2: Dark Waters
- 2014 : Risen 3: Titan Lords[1].

La série Risen est un succès commercial, particulièrement en Allemagne où le premier épisode s'est vendu à plus de 200 000 unités.

### Risen
- développeur : Piranha Bytes
- plateforme : PC, Xbox 360
- distributeur : Deep Silver
- date de sortie : 2 octobre 2009 (version internationale)
- moteur graphique : développé en interne par Piranha Bytes

La version internationale présente des pistes de voix en trois langues : allemand, anglais et français.

### Risen 2: Dark Waters
- développeur : Piranha Bytes
- plateforme : PC, PlayStation 3, Xbox 360
- distributeur : Deep Silver
- date de sortie : première moitié 2012
- moteur graphique : développé en interne par Piranha Bytes